# Capitale provvisoria della Lituania

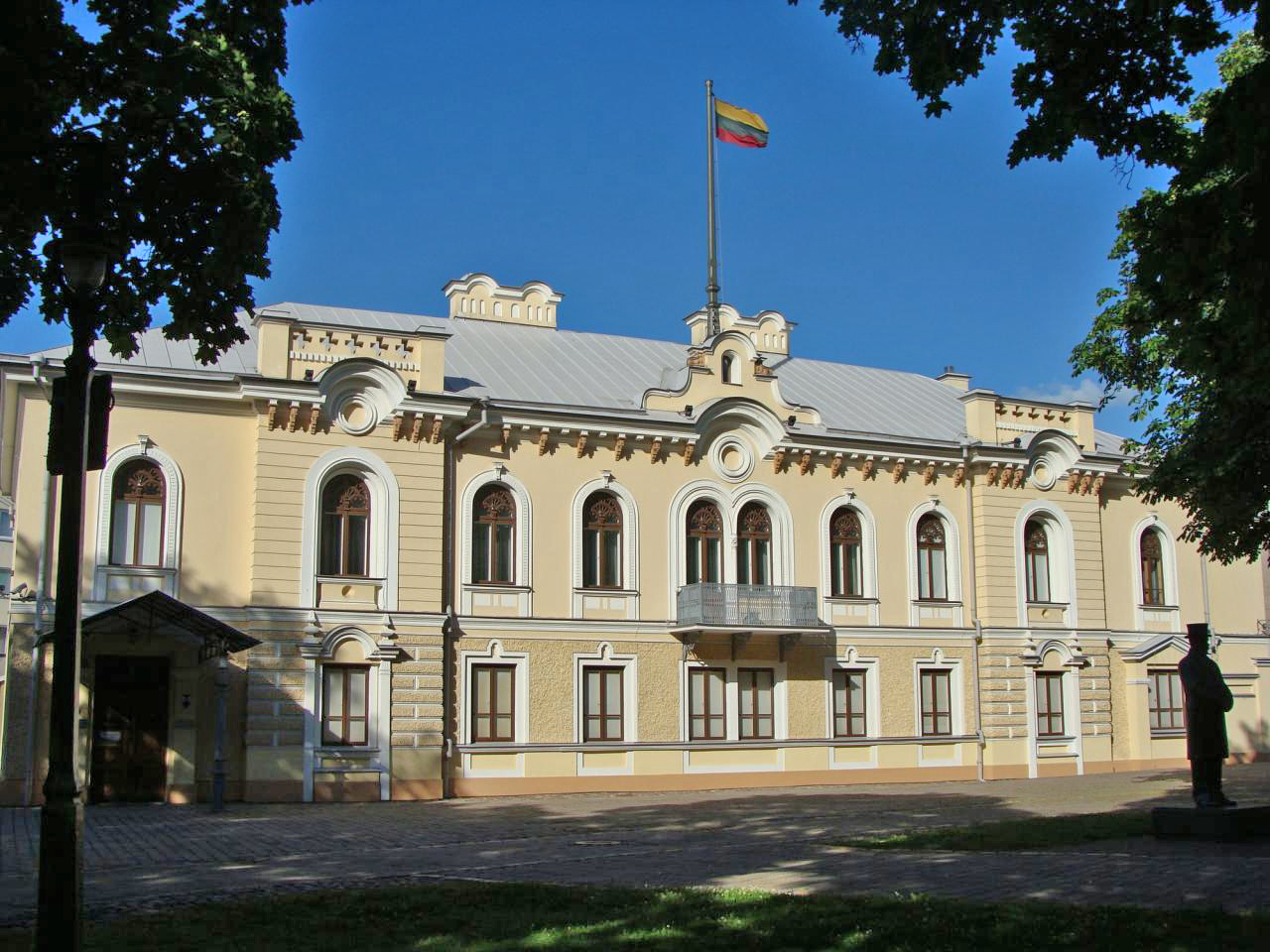
Il palazzo presidenziale storico situato a Kaunas

Capitale provvisoria della Lituania (in lituano Laikinoji sostinė) è stata la designazione ufficiale riservata alla città di Kaunas in Lituania durante il periodo interbellico. La capitale de iure risultava infatti Vilnius, facente parte della Polonia dal 1920 al 1939. Ad oggi il termine capitale temporanea, nonostante abbia perso il suo significato originario, è ancora spesso usato come altro appellativo di Kaunas, la seconda maggiore città della Lituania.

## Contesto storico: Vilnius sotto il dominio polacco

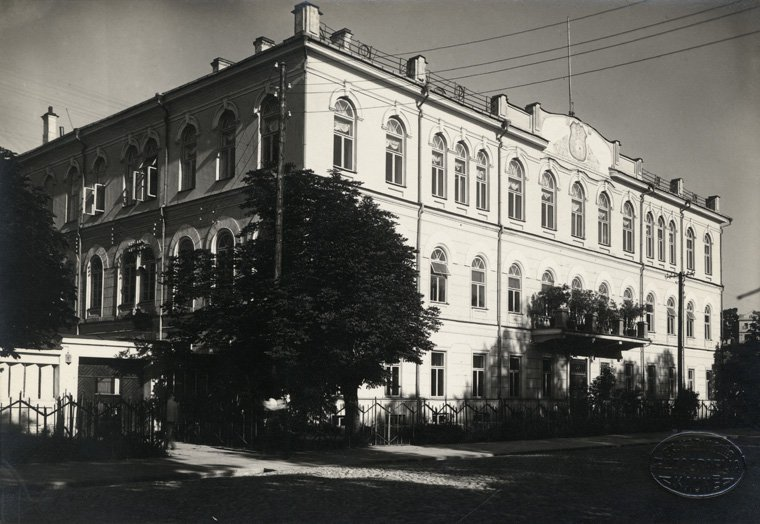
Il palazzo dell'Assemblea costituente, dove questa si riunì per realizzare la costituzione nazionale e dove si tennero le prime tre sedute del Seimas

Nel corso della prima guerra mondiale, la Lituania dichiarò l'indipendenza il 16 febbraio 1918. La dichiarazione asseriva che la Lituania sarebbe diventata una repubblica democratica con Vilnius come capitale. Tale affermazione si basava su ragioni storiche, in quanto la città che compare per la prima volta in fonti scritte nel 1323 divenne in seguito la capitale del Granducato di Lituania. In termini demografici Vilnius risultava una delle città lituane più polonizzate e russificate durante il dominio russo 1795-1914, come emerge dai seppur pochi dati anagrafici a disposizione.
Stando al primo censimento dell'Impero russo del 1897, certamente non noto per la sua attendibilità a detta di molti storici, la popolazione del Governatorato di Vil'na era ripartita come segue: bielorussi 56,1% (inclusi i cattolici), lituani 17,6%, ebrei 12,7%, polacchi 8,2%, russi 4,9%, tedeschi 0,2%, ucraini 0,1%, tatari 0,1%, e "altri" 0,1%.
Il censimento tedesco del 1916 della regione di Vilnius (pubblicato nel 1919) riporta numeri assai diversi: polacchi 58,0%, lituani 18,5%, ebrei 14.7%, bielorussi 6,4%, russi 1,2% e "altri" 1.2%.
Per entrambi i censimenti si riscontrarono molte difficoltà pratiche nel tentativo di raggruppare le varie etnie. Gli etnografi del 1890 si erano spesso confrontati con chi si riteneva sia lituano che polacco. Secondo un analista del censimento tedesco, "determinare in maniera obiettiva le condizioni di appartenenza ad una nazionalità piuttosto che ad un'altra, è la difficoltà maggiore di questa operazione".
Mentre l'Armata Rossa si spingeva verso ovest nel corso della guerra sovietico-polacca, l'amministrazione tedesca dell'Ober Ost evacuò e i lituani si ritirarono a Kaunas. Vilnius fu conquistata dall'Armata Rossa il 5 gennaio 1919, ma col procedere del conflitto la città passò spesso in mano a fazioni diverse: il 19 aprile 1919, la città fu conquistata dall'esercito nazionale polacco e il 14 luglio 1920 dalle truppe sovietiche. A seguito della sconfitta sovietica nella battaglia di Varsavia, Vilnius venne consegnata alle autorità lituane ai sensi del trattato di Mosca del 12 luglio 1920. La Polonia continuò a rivendicare la regione: nell'ottobre 1920, Józef Piłsudski supervisionò il procedere dell'ammutinamento di Żeligowski, un'operazione tramite la quale Varsavia avrebbe preso il controllo di Vilnius senza risultarne ufficialmente partecipe. Il generale polacco Żeligowski costituì lo Stato fantoccio della Repubblica della Lituania Centrale, incorporata nella Polonia nel 1922 a seguito di un plebiscito indetto per formalizzare tale situazione. Il Voivodato di Wilno, istituito nel 1926, durò in essere fino al 1939.
Nell'ottobre 1939 i sovietici consegnarono la città, presa nell'ambito dell'invasione della Polonia, alla Lituania, in armonia con il trattato di mutua assistenza sovietico-lituano.

## Kaunas come capitale ad interim
La Lituania rifiutò di intrattenere relazioni diplomatiche con Varsavia fino all'ultimatum del 1938. Il traffico ferroviario, le linee telegrafiche e la corrispondenza postale non potevano attraversare il confine tra la Lituania e la Polonia. La Lituania continuò a dichiarare Vilnius come sua capitale de iure in tutti i documenti ufficiali, compresa la costituzione. Poiché la città era controllata dalla Polonia, tutte le autorità lituane si trasferirono nella città di Kaunas, divenuta a quel punto la sede del governo. Per conciliare la realtà con le rivendicazioni costituzionali, Kaunas fu designata con lo status di capitale temporanea o provvisoria fino a quando Vilnius non fosse stata "liberata dall'occupazione polacca". Nel marzo 1938, la Lituania accettò l'ultimatum polacco, in cui si chiedeva il ripristino delle relazioni diplomatiche. Nonostante le relazioni andarono incontro a una normalizzazione, la nuova costituzione lituana, nel maggio 1938, riportava ancora Vilnius come capitale de iure della Lituania e Kaunas come sede ad interim.

## Ultima riunione nel 1940
Dal 1939 Vilnius tornò ad essere la capitale della Lituania, ma gli edifici governativi rimasero di stanza a Kaunas. Il 14 giugno 1940, l'URSS lanciò un ultimatum alla Lituania con cui chiedeva nuove elezioni e la facoltà per le unità dell'Armata Rossa di entrare nel territorio lituano in maniera libera: è facile intuire che una simile richiesta equivaleva alla pretesa di poter occupare il paese. Poco prima della mezzanotte del 14 giugno 1940, si tenne l'ultimo incontro del governo lituano nel palazzo presidenziale di Kaunas, da dove l'esecutivo baltico operò nel periodo interbellico. Argomento della discussione fu inevitabilmente la richiesta sovietica. Il presidente Antanas Smetona rifiutò categoricamente di accettare la maggior parte delle condizioni poste, sostenne la formazione di una resistenza militare e la sua decisione fu sostenuta anche dai ministri Kazys Musteikis, Konstantinas Šakenis, Kazimieras Jokantas. Tuttavia, il comandante delle forze armate Vincas Vitkauskas, i generali Stasys Raštikis, Kazys Bizauskas e Antanas Merkys e la maggior parte dei membri del governo lituano decisero che sarebbe stato impossibile allestire una barriera adeguata, soprattutto perché tanti soldati sovietici erano già presenti sul territorio in virtù di un accordo precedentemente stipulato: alla fine, si decise di accettare l'ultimatum. Il mattino seguente il governo lituano si dimise; il presidente fuggì dal paese per evitare di divenire la guida di uno Stato fantoccio con la speranza di formare un governo in esilio. In tempi rapidi l'Armata Rossa riuscì ad ammassare in Lituania giungendo dalla Bielorussia oltre 200.000 uomini e ad acquisire possesso degli insediamenti più importanti, tra cui Kaunas.
Vilnius rimase poi la capitale della RSS Lituana e della Lituania indipendente dal 1990.